# Os Gêmeos

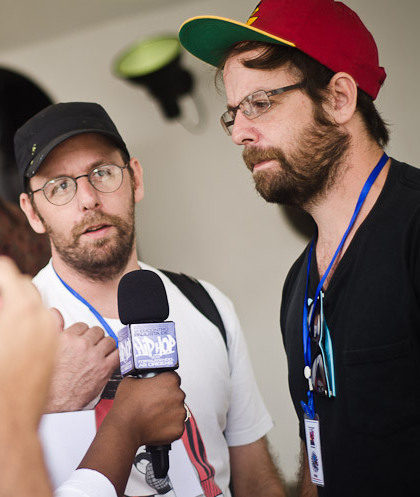
Os Gêmeos på 6:e Encontro Paulista de Hip Hop (2012).

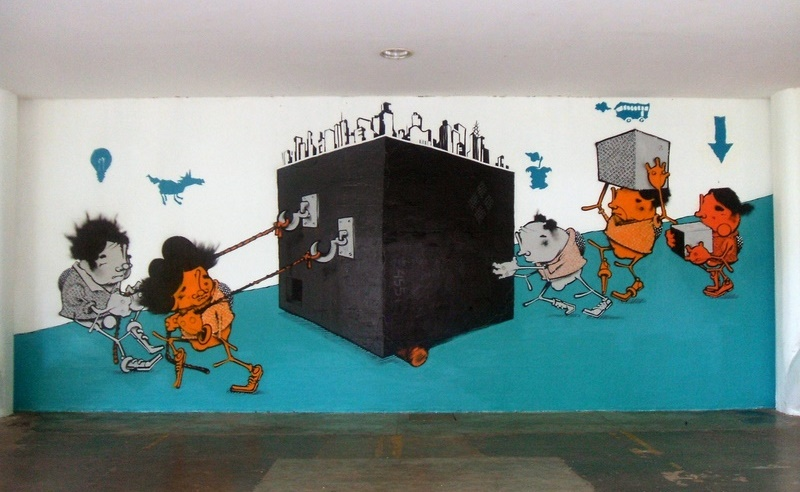
Os Gêmeos i Brasilien.

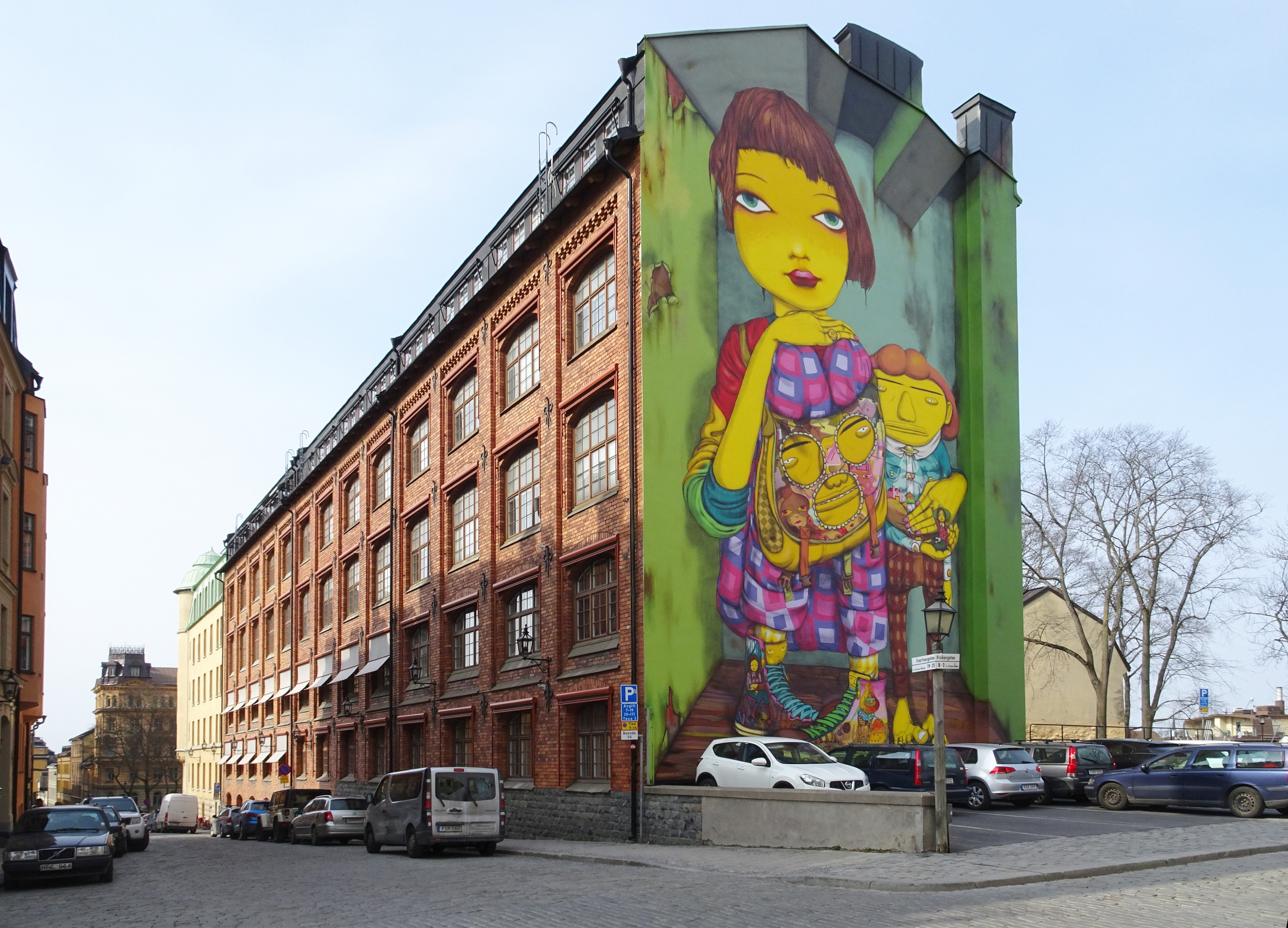
Os Gemeos målning på fastigheten Fiskaren mindre 14 i Stockholm, uppförd sommaren 2017.

Os Gêmeos, tvillingarna, är pseudonymen för två brasilianska graffitikonstnärer, tvillingbröder födda 1974, från São Paulo i Brasilien. 

## Liv och verk
Otavio Pandolfo och Gustavo Pandolfo är deras riktiga namn har gjort stort intryck på sin omgivning med improviserade, detaljerade, burleska och skickligt utförda mural- och graffitimålningar i stort format. Deras målningar finns numera i flera världsdelar. Illustrationerna i denna artikel återger dels en målning från Coney Island, New York, dels en muralmålning som pryder fasaden på Museo Afro Brasil. En annan målare, Vitché, samarbetar sporadiskt med Os Gêmeos och har då bidragit med fantasy-motiv. Os Gemeos har influerats både av hiphopkulturen och av den inhemska tag-stilen Pichação med sina kantiga bokstäver. Materialet är både sprayfärg och andra typer av pigment. 

### Os Gêmeos i Stockholm
I Stockholm syns ett av Os Gêmeos verk som skapades sommaren 2017 på gaveln av fastigheten Fiskaren mindre 14, Fiskargatan 8, Södermalm. Målningen tillkom i samarbete med Stockholm konst inom ramen för stadens satsning på muralmålningar. Motivet har tagits fram med hänsyn till platsen och dess omgivning. Verket är  18 meter hög och 7 meter bred och visar en sittande flicka med en mängd av kluriga detaljer. Målningen är bygglovspliktig och enligt beslut från juni 2017 får den vara kvar i högst fem år. Efter den tiden återställs väggen genom att målas över i en neutral färgton.